# Xylopsocus distinctus
Xylopsocus distinctus là một loài bọ cánh cứng trong họ Bostrichidae. Loài này được Rai miêu tả khoa học năm 1967.